# Corey Dillon
Corey James Dillon (Seattle, 24 ottobre 1974) è un ex giocatore di football americano statunitense che ha giocato nel ruolo di running back per dieci stagioni nella National Football League (NFL). Fu scelto nel corso del secondo giro (43º assoluto) del Draft NFL 1997 dai Cincinnati Bengals. Al college ha giocato a football all’Università di Washington.

## Carriera professionistica

### Cincinnati Bengals
Dillon fu scelto nel corso del giro dei Draft 1997 dai Cincinnati Bengals. Nella sua stagione di debutto, Dillon stabilì l'allora record NFL per un rookie correndo 246 yard nella vittoria 41-14 sui Tennessee Oilers. Per sei stagioni, Dillon fu una delle poche note liete della disastrosa franchigia dei Bengals.  Dal 1997 al 2002 Corey superò le mille yard corse in ogni stagione, venendo convocato tre volte per il Pro Bowl (1999–2001). Il 22 ottobre 2000 Dillon stabilì il record NFL per il maggior numero di yard corse in una partita (278) contro i Denver Broncos, superando il precedente primato di Walter Payton di 275 yard stabilito il 20 novembre 1977. Il record fu successivamente superato da Jamal Lewis (295 yard) il 14 settembre 2003, e Adrian Peterson (296 yard) il 4 novembre 2007.
Nel 2003 Dillon corse solamente 541 yard a causa di un infortunio, il quale, con l'emergere di Rudi Johnson, portò allo scambio di Corey Dillon coi New England Patriots per una scelta del secondo giro del Draft. Gli Oakland Raiders sembrarono la prima squadra ad esprimere un interesse, ma non vollero sacrificare una scelta dei primi giri per un running back la cui età stava avanzando. Dillon lasciò i Bengals come loro leader di tutti i tempi per yard corse con 8.016 yard, superando James Brooks e le sue 6.447 yard.
Nella stagione 2004 Dillon si dimostrò essere un giocatore maturo e attaccato alla squadra, mettendo a tacere la sua cattiva reputazione di quando era arrivato a New England. Egli stabilì il primato di franchigia dei Patriots con 1.635 yard corse e segnò 12 touchdown. Fu una delle armi principali della vittoria dei Patriots sugli Indianapolis Colts nella prima gara di playoff, correndo 144 yard e ricevendo 5 passaggi per 17 yard. New England vinse il suo terzo Super Bowl, e una buona parte del successo lo dovette anche al gioco sulle corse guidato da Dillon. Fu il miglior corridore del Super Bowl XXXIX con 75 yard e un touchdown, oltre a ricevere tre passaggi per 31 yard, per un totale di 106 yard. In totale, Dillon corse 292 yard, ricevette 9 passaggi per 53 yard e segnò 2 touchdown nelle tre gare di playoff dei Patriots.
Nel 2005 vari infortuni tormentarono Dillon non riuscendo a ripetere la stagione 2004. Egli rimase un buon fattore nell'attacco della squadra, correndo 733 yard e segnando altri 12 touchdown in 12 gare. I Patriots usarono Dillon più frequentemente come ricevitore, concludendo con 23 ricezioni per 193 yard e un touchdown.
Nella stagione 2006 Dillon iniziò a dividere i minuti sul campo di gioco col running back rookie Laurence Maroney. Corey terminò la stagione con 812 yard corse e un record in carriera di 13 touchdown, i quali furono il terzo miglior risultato della lega.
Il 2 marzo 2007 i Patriots svincolarono Dillon che il 5 agosto 2007 annunciò al Boston Globe il suo ritiro. Le sue 11.421 yard corse in carriera lo vedono al 17º posto nella classifica di tutti i tempi.

## Palmarès
- Super Bowl : 1 Vincitore del Super Bowl XXXIX
- (4) Pro Bowl (1999, 2000, 2001, 2004)
- PFWA All-Rookie Team - 1997
- Club delle 10.000 yard corse

## Statistiche
| Partite totali     | 150    |
| Yard su corsa      | 11.421 |
| Touchdown su corsa | 82     |